# Nathalie Gassel
Nathalie Gassel es una escritora en lengua francesa y fotógrafa belga, nacida en Bruselas el 19 de junio de 1964. 
Participó como escritora y atleta en Picturing the Modern Amazon publicado por el New Museum of Contemporary Art http://fr.wikipedia.org/wiki/New Museum of Contemporary Art de Nueva York en 1999 y en el Laberinto de las apariciones, publicado por la Universidad libre de Bruselas. Su cuerpo de atleta tan trabajado sirvió a Nathalie Gassel para sus obras Éros andrógino y Musculaturas.
En Los años de insignificancia, investiga sobre el contexto transgresivo y rasgado de su infancia y no deja de afirmar sus distintos radicalismos. “Es una prosa de buen grado clásica que hace vibrar tensiones casi nerviosas constantemente hasta la intensidad”, según el filósofo Frank Pierobon, “Relato plástico que hace dialogar sobre textos y fotografías. Este cuerpo a cuerpo, entre escritos e imágenes, oscila entre instintos de vida y muerte, para conseguir una reflexión jaspeada de abstracciones”. Entrevista de Pierre Mertens de Estrategia de una pasión por Thierry Génicot RTBF Mertens
Entre sus autores favoritos destaca a Mishima, Montherlant, Nietzsche, Dostoïevski, Dustan.

## Traducción en italianoromana, slovenija
- Muscolature, Ed. ES 2002

## Estudios colectivos
- Picturing the modern amazon Newmuseumbooks, Rizzoli Internationnal Publications, New York. 1999.
- Le Labyrinthe des apparences Ed. Complexe. 2000. Université de Bruxelles.
- Je t'aime. Question d’époque Ed. Complexe. 2002. Université de Bruxelles.
- Argent, valeurs et valeur Ed. Complexe. 2004. Université de Bruxelles.
- L'obscénité des sentiments, Ed. Le Cercle d'Art & Université de Bruxelles, 2005.
- Théorie et pratique de la création, Les Cahiers internationaux du symbolisme. 2005
- La visite est terminée, photographie et texte, Ed. La Trame, Bruxelles, 2006
- Marginales, n° 262, Sous les clichés la rage, photographie, 2006 Ed. Luce Wilquin, Belgique
- Action Poétique, n° 185, Belges et Belges, septembre 2006, Paris.
- Mode, photographie et texte, ed. Le Cercle d'art & Université de Bruxelles, Paris, 2008